# Epitonium matthewsae
Epitonium matthewsae är en snäckart som beskrevs av Clench och Turner 1952. Epitonium matthewsae ingår i släktet Epitonium och familjen vindeltrappsnäckor. Inga underarter finns listade i Catalogue of Life.